# Крейцер, Феликс
Феликс Крейцер (Кройцер; нем. Felix Kreutzer; 1835, Дюссельдорф, Рейнская провинция — 7 апреля 1876, Дюссельдорф, Пруссия) — немецкий художник, представитель романтизма.

## Биография
Уроженец Дюссельдорфа, сын художника и литографа родом из Марбурга Густава Крейцера. С 1851 по 1858 год изучал живопись в Дюссельдорфской академии художеств. Его учителями были Йозеф Винтергерст, Карл Фердинанд Зон и Ханс Гуде, в классе пейзажной живописи которого Крейцер учился с 1854 по 1858 год. В 1860 году он принял участие в академической выставке в Берлине, а с 1854 по 1864 год почти ежегодно выставлялся в Майнце.
Как художник, Крейцер предпочитал романтические пейзажные мотивы в ночном или сумеречном освещении, руины, церкви, лунный свет и побережья. В 1881 году в Дюссельдорфе родился его сын Адольф, который также стал художником-пейзажистом.

## Галерея

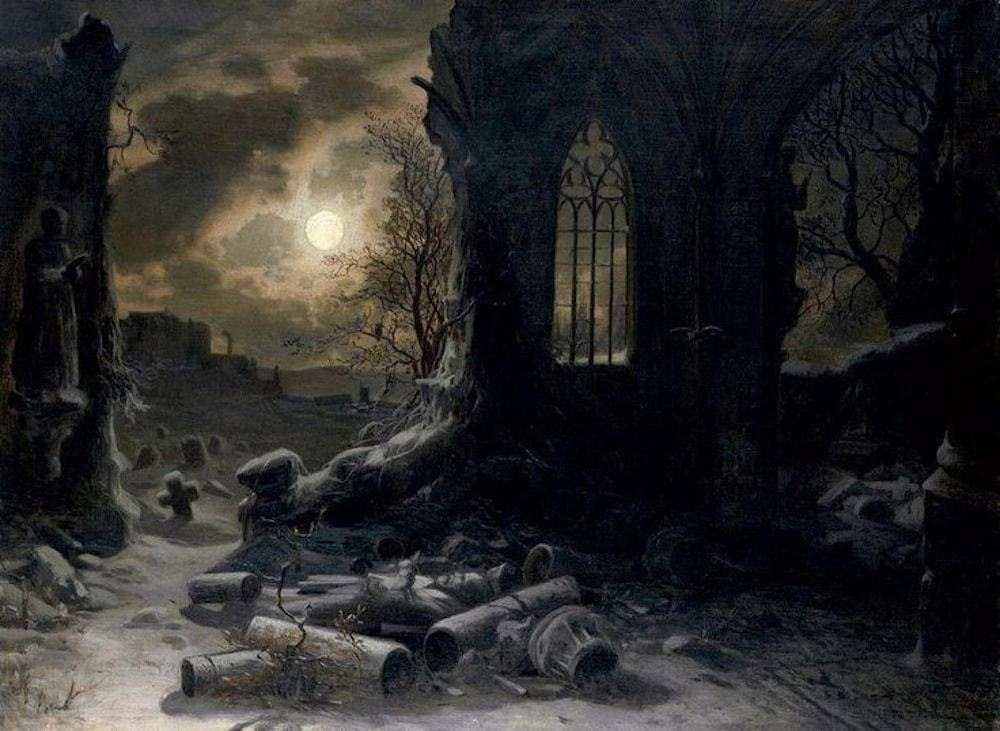
Готические руины.
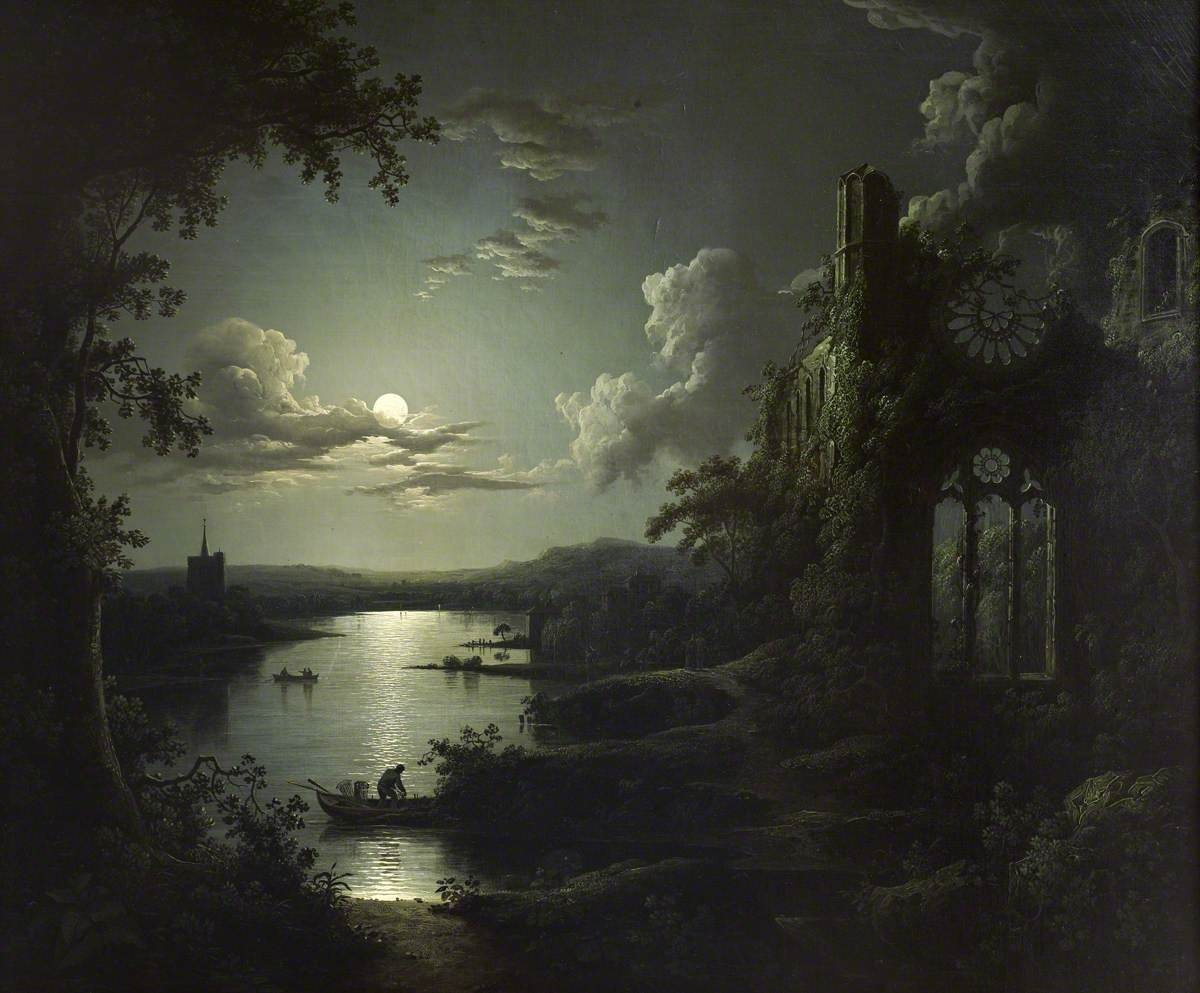
Готические руины на берегу озера.
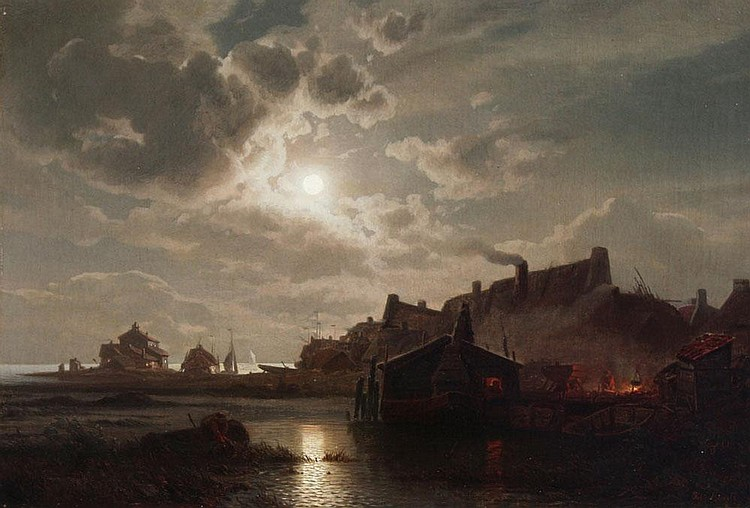
Лунный пейзаж.
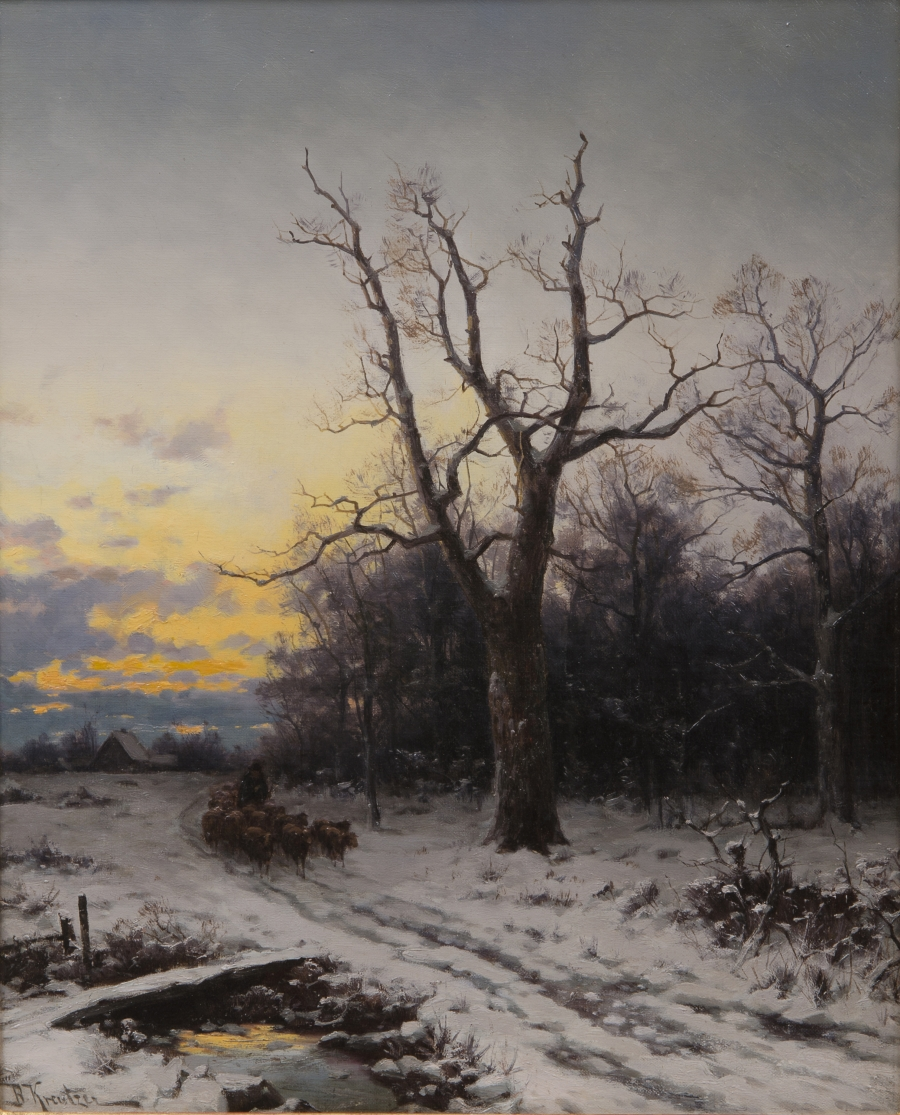
Пастух и стадо зимой.
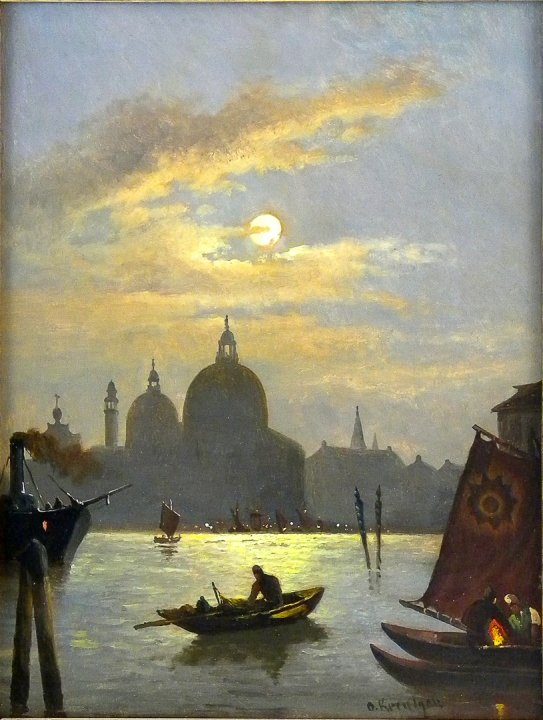
Венеция. Лунная ночь.
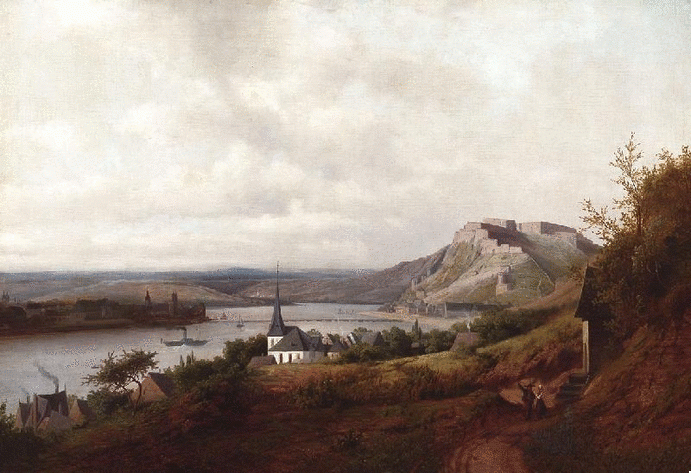
Вид из деревни Пфаффендорф на Рейн, город Кобленц (вдалеке слева) и крепость Эренбрайтштайн (вдалеке справа).